# 1955年アルゼンチングランプリ
1955年アルゼンチングランプリ (1955 Argentine Grand Prix) は、1955年のF1世界選手権第1戦（開幕戦）として、1955年1月16日にアウトドローモ・17・デ・オクタブレで開催された。
レースはメルセデスのファン・マヌエル・ファンジオが予選3位から優勝、フェラーリのホセ・フロイラン・ゴンザレス、ジュゼッペ・ファリーナ、モーリス・トランティニアン、ウンベルト・マグリオーリの4人が車両を共有して2位および3位となった。

## レース概要
メルセデスはエースのファン・マヌエル・ファンジオに加え、若手スターリング・モスを招き入れてより強固な体制を整えた。フェラーリはマイク・ホーソーンがヴァンウォールへ去り、ホセ・フロイラン・ゴンザレスは前年9月に行われたRACツーリストトロフィー（スポーツカー世界選手権）で重症を負い頼りにできず、ジュゼッペ・ファリーナはキャリアの下り坂で、モーリス・トランティニアンは堅実だが瞬発力に乏しい。マシンの625と555も今ひとつ。モスを失ったマセラティも、ジャン・ベーラやルイジ・ムッソといった若手たちに期待せざるをえない状況だった。
アルゼンチンの1月は真夏に当たり、決勝は猛暑を避けるため夕方4時からのスタートとなった。3周目にアスカリがトップを奪い、ゴンザレス、ファンジオ、モスが続く。しかし、アスカリは21周目にコースを飛び出してリタイアとなった。以後、ゴンザレスやファリーナなど多くのドライバーがあまりの暑さに参りピットインして別のドライバーに交代するという状況になる。結局、3時間のレースを1人で走り切ったファンジオが母国レースで2年連続の優勝を飾った。ファンジオ以外に1人で走り切り完走を果たしたのは5位のロベルト・ミエレス（ファンジオ同様地元出身）のみで、他の完走車は2人ないし3人が交代しながらようやく完走にこぎつけた。2位と3位に入賞したフェラーリ2台および4位入賞のメルセデスは各車3人が乗り込んだため、ポイントは3人で等分され、3位のフェラーリをドライブしたファリーナ、トランティニアン、ウンベルト・マグリオーリには11⁄3点ずつ（ファリーナとトランティニアンは2位のマシンも乗ったため合計31⁄3点）という奇妙なポイントが与えられた。

## エントリーリスト
| No.     | ドライバー                                        | エントラント                           | コンストラクター | シャシー | エンジン                   | タイヤ |
| ------- | ------------------------------------------------- | -------------------------------------- | ---------------- | -------- | -------------------------- | ------ |
| 2       | ファン・マヌエル・ファンジオ                      | ダイムラー・ベンツ                     | メルセデス       | W196     | メルセデス M196 2.5L L8    | C      |
| 4       | カール・クリング                                  | ダイムラー・ベンツ                     | メルセデス       | W196     | メルセデス M196 2.5L L8    | C      |
| 6       | スターリング・モス                                | ダイムラー・ベンツ                     | メルセデス       | W196     | メルセデス M196 2.5L L8    | C      |
| 8       | ハンス・ヘルマン                                  | ダイムラー・ベンツ                     | メルセデス       | W196     | メルセデス M196 2.5L L8    | C      |
| 10      | ジュゼッペ・ファリーナ ウンベルト・マグリオーリ 1 | スクーデリア・フェラーリ               | フェラーリ       | 625      | フェラーリ Tipo555 2.5L L4 | E      |
| 12      | ホセ・フロイラン・ゴンザレス                      | スクーデリア・フェラーリ               | フェラーリ       | 625      | フェラーリ Tipo555 2.5L L4 | E      |
| 14      | モーリス・トランティニアン                        | スクーデリア・フェラーリ               | フェラーリ       | 625      | フェラーリ Tipo555 2.5L L4 | E      |
| 16      | ジャン・ベーラ                                    | オフィシーネ・アルフィエリ・マセラティ | マセラティ       | 250F     | マセラティ 250F1 2.5L L6   | P      |
| 18      | ロベルト・ミエレス                                | オフィシーネ・アルフィエリ・マセラティ | マセラティ       | 250F     | マセラティ 250F1 2.5L L6   | P      |
| 20      | セルジオ・マントヴァーニ                          | オフィシーネ・アルフィエリ・マセラティ | マセラティ       | 250F     | マセラティ 250F1 2.5L L6   | P      |
| 22      | ルイジ・ムッソ                                    | オフィシーネ・アルフィエリ・マセラティ | マセラティ       | 250F     | マセラティ 250F1 2.5L L6   | P      |
| 24      | カルロス・メンディテギー                          | オフィシーネ・アルフィエリ・マセラティ | マセラティ       | 250F     | マセラティ 250F1 2.5L L6   | P      |
| 26      | クレマール・ブッチ                                | オフィシーネ・アルフィエリ・マセラティ | マセラティ       | 250F     | マセラティ 250F1 2.5L L6   | P      |
| 28      | ハリー・シェル                                    | オフィシーネ・アルフィエリ・マセラティ | マセラティ       | 250F     | マセラティ 250F1 2.5L L6   | P      |
| 30      | アルベルト・ウリア                                | アルベルト・ウリア                     | マセラティ       | A6GCM    | マセラティ 250F1 2.5L L6   | P      |
| 32      | アルベルト・アスカリ                              | スクーデリア・ランチア                 | ランチア         | D50      | ランチア DS50 2.5L V8      | P      |
| 34      | ルイジ・ヴィッロレージ                            | スクーデリア・ランチア                 | ランチア         | D50      | ランチア DS50 2.5L V8      | P      |
| 36      | エウジェニオ・カステロッティ                      | スクーデリア・ランチア                 | ランチア         | D50      | ランチア DS50 2.5L V8      | P      |
| 38      | エリー・バイヨル                                  | エキップ・ゴルディーニ                 | ゴルディーニ     | T16      | ゴルディーニ 23 2.5L L6    | E      |
| 40      | パブロ・ビルイェル                                | エキップ・ゴルディーニ                 | ゴルディーニ     | T16      | ゴルディーニ 23 2.5L L6    | E      |
| 42      | ヘスス・イグレシアス                              | エキップ・ゴルディーニ                 | ゴルディーニ     | T16      | ゴルディーニ 23 2.5L L6    | E      |
| ソース: |                                                   |                                        |                  |          |                            |        |

追記
- ^1 - 交代要員としてエントリー

## 結果

### 予選
| 順位    | No. | ドライバー                   | コンストラクター | タイム | 差    |
| ------- | --- | ---------------------------- | ---------------- | ------ | ----- |
| 1       | 12  | ホセ・フロイラン・ゴンザレス | フェラーリ       | 1:43.1 | —     |
| 2       | 32  | アルベルト・アスカリ         | ランチア         | 1:43.6 | + 0.5 |
| 3       | 2   | ファン・マヌエル・ファンジオ | メルセデス       | 1:43.7 | + 0.6 |
| 4       | 16  | ジャン・ベーラ               | マセラティ       | 1:43.8 | + 0.7 |
| 5       | 10  | ジュゼッペ・ファリーナ       | フェラーリ       | 1:43.9 | + 0.8 |
| 6       | 4   | カール・クリング             | メルセデス       | 1:44.1 | + 1.0 |
| 7       | 28  | ハリー・シェル               | マセラティ       | 1:44.3 | + 1.2 |
| 8       | 6   | スターリング・モス           | メルセデス       | 1:44.6 | + 1.5 |
| 9       | 40  | パブロ・ビルイェル           | ゴルディーニ     | 1:44.8 | + 1.7 |
| 10      | 8   | ハンス・ヘルマン             | メルセデス       | 1:44.9 | + 1.8 |
| 11      | 34  | ルイジ・ヴィッロレージ       | ランチア         | 1:45.2 | + 2.1 |
| 12      | 36  | エウジェニオ・カステロッティ | ランチア         | 1:45.3 | + 2.2 |
| 13      | 24  | カルロス・メンディテギー     | マセラティ       | 1:45.4 | + 2.3 |
| 14      | 14  | モーリス・トランティニアン   | フェラーリ       | 1:45.8 | + 2.7 |
| 15      | 38  | エリー・バイヨル             | ゴルディーニ     | 1:46.1 | + 3.0 |
| 16      | 18  | ロベルト・ミエレス           | マセラティ       | 1:46.2 | + 3.1 |
| 17      | 42  | ヘスス・イグレシアス         | ゴルディーニ     | 1:46.3 | + 3.2 |
| 18      | 22  | ルイジ・ムッソ               | マセラティ       | 1:46.4 | + 3.3 |
| 19      | 20  | セルジオ・マントヴァーニ     | マセラティ       | 1:46.4 | + 3.3 |
| 20      | 26  | クレマール・ブッチ           | マセラティ       | 1:47.6 | + 4.5 |
| 21      | 30  | アルベルト・ウリア           | マセラティ       | 1:52.3 | + 9.2 |
| ソース: |     |                              |                  |        |       |

### 決勝
| 順位    | No. | ドライバー                                                                     | コンストラクター | 周回数 | タイム/リタイア原因 | グリッド | ポイント          |
| ------- | --- | ------------------------------------------------------------------------------ | ---------------- | ------ | ------------------- | -------- | ----------------- |
| 1       | 2   | ファン・マヌエル・ファンジオ                                                   | メルセデス       | 96     | 3:00:38.6           | 3        | 9                 |
| 2       | 12  | ホセ・フロイラン・ゴンザレス ジュゼッペ・ファリーナ モーリス・トランティニアン | フェラーリ       | 96     | +1:29.6             | 1        | 2                 |
| 3       | 10  | ジュゼッペ・ファリーナ モーリス・トランティニアン ウンベルト・マグリオーリ     | フェラーリ       | 94     | +2 Laps             | 5        | 1 1⁄3 1 1⁄3 1 1⁄3 |
| 4       | 8   | ハンス・ヘルマン カール・クリング スターリング・モス                           | メルセデス       | 94     | +2 Laps             | 10       | 1                 |
| 5       | 18  | ロベルト・ミエレス                                                             | マセラティ       | 91     | +5 Laps             | 16       | 2                 |
| 6       | 28  | ハリー・シェル ジャン・ベーラ                                                  | マセラティ       | 88     | +8 Laps             | 7        |                   |
| 7       | 22  | ルイジ・ムッソ セルジオ・マントヴァーニ ハリー・シェル                         | マセラティ       | 83     | +13 Laps            | 18       |                   |
| Ret     | 20  | セルジオ・マントヴァーニ ジャン・ベーラ ルイジ・ムッソ                         | マセラティ       | 54     | エンジン            | 19       |                   |
| Ret     | 26  | クレマール・ブッチ ハリー・シェル カルロス・メンディテギー                     | マセラティ       | 54     | 燃料圧力            | 20       |                   |
| Ret     | 42  | ヘスス・イグレシアス                                                           | ゴルディーニ     | 38     | トランスミッション  | 17       |                   |
| Ret     | 14  | モーリス・トランティニアン                                                     | フェラーリ       | 36     | エンジン            | 14       |                   |
| Ret     | 36  | エウジェニオ・カステロッティ ルイジ・ヴィッロレージ                            | ランチア         | 35     | アクシデント        | 12       |                   |
| Ret     | 6   | スターリング・モス                                                             | メルセデス       | 29     | 燃料システム        | 8        |                   |
| Ret     | 30  | アルベルト・ウリア                                                             | マセラティ       | 22     | 燃料切れ            | 21       |                   |
| Ret     | 32  | アルベルト・アスカリ                                                           | ランチア         | 21     | アクシデント        | 2        |                   |
| Ret     | 38  | エリー・バイヨル                                                               | ゴルディーニ     | 7      | トランスミッション  | 15       |                   |
| Ret     | 16  | ジャン・ベーラ                                                                 | マセラティ       | 2      | アクシデント        | 4        |                   |
| Ret     | 4   | カール・クリング                                                               | メルセデス       | 2      | アクシデント        | 6        |                   |
| Ret     | 34  | ルイジ・ヴィッロレージ                                                         | ランチア         | 2      | 燃料漏れ            | 11       |                   |
| Ret     | 40  | パブロ・ビルイェル                                                             | ゴルディーニ     | 1      | アクシデント        | 9        |                   |
| Ret     | 24  | カルロス・メンディテギー                                                       | マセラティ       | 1      | アクシデント        | 13       |                   |
| ソース: |     |                                                                                |                  |        |                     |          |                   |

## 注記
- 車両共有:
  - 12号車: ホセ・フロイラン・ゴンザレス (60周)、ジュゼッペ・ファリーナ (20周)、モーリス・トランティニアン (16周)。2位に入賞したため、3人に2点が与えられた。
  - 10号車: ジュゼッペ・ファリーナ (50周)、ウンベルト・マグリオーリ (22周)、モーリス・トランティニアン (22周)。3位に入賞したため、3人に11⁄3点が与えられた。
  - 8号車: ハンス・ヘルマン (30周)、カール・クリング (30周)、スターリング・モス (34周)。4位に入賞したため、3人に1点が与えられた。
  - 28号車: ハリー・シェル (50周)、ジャン・ベーラ (38周)
  - 22号車: ルイジ・ムッソ (50周)、セルジオ・マントヴァーニ (20周)、ハリー・シェル (13周)
  - 20号車: セルジオ・マントヴァーニ (30周)、ジャン・ベーラ (14周)、ルイジ・ムッソ (10周)
  - 26号車: クレマール・ブッチ (30周)、ハリー・シェル (14周)、カルロス・メンディテギー (10周)
  - 36号車: エウジェニオ・カステロッティ (20周)、ルイジ・ヴィッロレージ (15周)
- 当レースはF1で最も高温な摂氏40度（華氏104度）という猛暑の中で行われた。当レース以外で猛暑の中行われたのは、1984年アメリカグランプリ（摂氏38度）と2005年バーレーングランプリ（摂氏41.9度）がある。
- この猛暑のため、上記の通り8台のマシンでドライバーが交代したが、ファン・マヌエル・ファンジオとロベルト・ミエレスは1人で完走を果たしている。
- ファンジオは脚に深刻な火傷を負った。レース中、排気によって加熱されていたシャシーフレームに触れ続けたためである。回復に3ヶ月かかったが、幸いにも次のレースは5月末のモナコGPまでなかった。なお、脚の傷跡は生涯残ったままだった。
- F1デビュー: エウジェニオ・カステロッティ、アルベルト・ウリア、ヘスス・イグレシアス（イグレシアスは当レースのみ参戦）
- F1最終レース: パブロ・ビルイェル、クレマール・ブッチ、セルジオ・マントヴァーニ

## 第1戦終了時点のランキング
ドライバーズ・チャンピオンシップ
| 順位 | ドライバー                   | ポイント |
| ---- | ---------------------------- | -------- |
| 1    | ファン・マヌエル・ファンジオ | 9        |
| 2    | モーリス・トランティニアン   | 3 1⁄3    |
| 2    | ジュゼッペ・ファリーナ       | 3 1⁄3    |
| 4    | ホセ・フロイラン・ゴンザレス | 2        |
| 5    | ロベルト・ミエレス           | 2        |

- 注:  トップ5のみ表示。ベスト5戦のみがカウントされる。